# Sjeverni križ
Sjeverni križ je istaknuti astronomski asterizam u nebeskoj sferi sjeverne hemisfere, koji u potpunosti odgovara sazviježđu Labuda. Mnogo je veći od poznatijeg Južnog križa i sastoji se od najsjajnijih zvijezda u Labudu: Deneb, Sadr, Aljanah, Fawaris i Albireo. 'Glava' križa, Deneb, također je dio asterizma Ljetnog trokuta. 
Poput ljetnog trokuta, sjeverni križ je istaknuti pokazatelj godišnjih doba. Oko ponoći, Križ leži gotovo iznad glave na umjerenim širinama sjeverne polutke tijekom ljetnih mjeseci; može se vidjeti i tijekom proljeća u rano jutro na istoku. U jesen je križ vidljiv navečer na zapadu do studenog. Nikad se ne spušta ispod horizonta na ili iznad 45° sjeverne geografske širine, samo se spušta ispod sjevernog horizonta u svojoj najnižoj točki na mjestima kao što su Minneapolis, Montréal i Torino. S južne polutke se pojavljuje naopako i nisko na nebu tijekom zimskih mjeseci. 
U zvjezdanom atlasu Johanna Bayera iz 17. stoljeća, Uranometriji, sugeriralo se da su Alpha, Beta i Gamma Cygni tvorili pol kršćanskog križa, dok su Delta i Epsilon formirali poprečnu gredu. Promjenjiva zvijezda P Cygni tada se smatrala Kristovim tijelom.

## Zvijezde sjevernog križa
| Ime     | Oznaka Bayera | Prividna veličina | Luminozitet ( × solarni) | Spektralni tip | Udaljenost ( svjetlosne godine) |
| ------- | ------------- | ----------------- | ------------------------ | -------------- | ------------------------------- |
| Deneb   | α Cygni       | 1.25              | 200000                   | A2             | 2615 ± 215                      |
| Aljanah | ε Cygni       | 2.48              | 52                       | K0III-IV       | 72                              |
| Fawaris | δ Cygni       | 2.87              | 76                       | B9 III + F1 V  | 170                             |
| Sadr    | γ Cygni       | 2.23              | 33                       | F8 Iab         | 1600                            |
| Albireo | β Cygni       | 3                 | 1200                     | K2II           | 430                             |